# Zduny (województwo pomorskie)
Zduny – wieś kociewska w Polsce położona w województwie pomorskim, w powiecie starogardzkim, w gminie Starogard Gdański. Miejscowość leży przy drodze krajowej nr  nad południowym brzegiem jeziora Zduńskiego i wschodnim krańcu Lasu Szpęgawskiego. Przebiega tędy również dawniej strategiczna linia kolejowa (Berlin-Królewiec).
W latach 1975–1998 miejscowość należała administracyjnie do województwa gdańskiego.
Inne miejscowości: Zduny, Zdunowo, Zdunowice, Zduńska Wola